# De verdwenen heer
Tom Poes en de verdwenen heer of kortweg De verdwenen heer is het 126ste verhaal uit de Bommelsaga, geschreven en getekend door Marten Toonder. Het verhaal verscheen voor het eerst op 2 december 1968 en liep tot 27 maart 1969. Thema: Identiteitsfraude.

## Samenvatting
Wanneer Joost tijdens een periode van gedwongen vakantie terugkeert bij kasteel Bommelstein treft hij het slot in slechte toestand aan en hij vreest dat heer Ollie iets vreselijks is overkomen. Er hangt een briefje aan de deur met de tekst: “ Mot een poosje naar het buitenland voor me kwaale. Maak je niet te sappel, de rust zal me goed doen en tot siens. Je hoogagtende Olie B.Bommel.” Samen met Tom Poes gaat hij op onderzoek uit.
Het dichtgetimmerde Bommelstein blijkt toch bewoond door een onherkenbare heer Ollie en diens vreemde knecht Rokus.  Joost gaat proberen familieleden van heer Bommel op te sporen.  
Joost heeft inmiddels een telegram gestuurd aan een volle neef van Heer Bommel, Elias. Heer Bommel zou aan geheugenverlies lijden. Kapitein Wal Rus meldt dat Heer Bommel een reisje bij hem heeft geboekt. De reder Markies de Canteclaer bericht aan burgemeester Dickerdack dat heer Bommel zelfs een enkele reis heeft geboekt. Vervolgens probeert de markies het kasteel te kopen, maar hem wordt ruw de deur gewezen.
Tom Poes knoopt een praatje aan met professor Prlwytzkofsky. De geleerde is bezig met een cyclotron. Hij weet niet veel van geheugenverlies maar wel van een inbraak in zijn lab. En dat daarbij het door hem ontdekte element Prlwytzium is ontvreemd. Zijn assistent Alexander Pieps heeft ontdekt dat inname daarvan geheugenverlies geeft. Tom Poes vreest opeens dat knecht Rokus het nieuwe element in het eten van zijn vriend doet.
Aanvankelijk denken Tom Poes en Joost dus dat het wel heel erg gesteld is met het geheugen van hun vriend en werkgever, maar dan worden ze geconfronteerd met een dubbelganger in een oude schaapskooi. Joost heeft gezien dat er een vol pannetje met eten heen wordt gebracht en later leeg wordt opgehaald. Tom Poes verwisselt het pannetje met eten dat Rokus brengt. Het buitgemaakte pannetje gaat naar de professor ter analyse, die bevestigt dat het gestolen element in de braadworst zit. Joost bevrijdt in de schaapskooi de echte heer Bommel, die aan geheugenverlies lijdt en Joost niet herkent. Kasteel Bommelstein wordt inmiddels telefonisch verkocht aan de markies voor 1 miljoen florijnen. Elias O. Bommel en Rokus slaan vervolgens Joost en Heer Bommel neer, en ze nemen laatstgenoemde mee in een plunjezak op hun zeereis. De neergeslagen Joost gaat later weer een kijkje nemen in het kasteel en bevrijdt Tom Poes uit de kelder. Neef Elias en Rokus hebben al het geld opgenomen bij de bank, kasteel Bommelstein verkocht en een passage geboekt op de Albatros. Heer Bommel wordt als gevangene meegenomen, en kapitein Wal Rus heeft dat eerst niet in de gaten.
Tom Poes wil de kapitein een telegram sturen om de situatie uit te leggen, maar de installatie op het schip wordt door het misdadigersduo gesaboteerd. Tom Poes zoekt de professor op. Die heeft via zijn assistent Alexander Pieps het anti-Prlwytzium gevonden. Tom Poes krijgt wat korrels mee, die tegen geheugenverlies van zijn vriend zouden moeten werken. De inmiddels oververmoeide Tom Poes wordt in zijn slaap gestoken door een wurrel. Volgens Kwetal kan de steek geen kwaad. Pee Pastinakel heeft de wurrel -een soort reuzenmug-, gekweekt. Hij steekt alleen maar als je een vernauwing hebt. En hij kan alleen maar naar het westen vliegen. Omdat heer Bommel naar het westen is gevaren, vraagt Tom Poes om hulp van de wurrel. Als het insect het stofje van de professor eet en naar het westen vliegt kan hij Heer Bommel wellicht op tijd redden. Het wanhopige plan lukt en heer Bommel wordt net voordat hij in zee gedumpt zal worden wakker uit zijn roes. De schurken weten toch nog het vulkaaneiland Papoote per sloep te bereiken om zich alsnog van heer Bommel te ontdoen.
De kapitein ontvangt op dat moment het uitgestelde telegram, omdat de vernielingen aan de communicatieapparatuur op het schip zijn hersteld. Elias en Rokus willen heer Bommel in de vulkaankrater dumpen. Kapitein Wal Rus zet in de overgebleven sloep de achtervolging in naar het eiland. Door toedoen van Wal Rus mislukt het snode plan en kan heer Bommel terugkeren naar Rommeldam. Ze laten het duo Elias en Rokus op het eiland achter bij een riviertje en kokospalmen. Ze worden echter al snel bevrijd door de maandelijkse helikopter van de Vulkaan Controle Dienst.
Tom Poes en Joost zitten nog neergeslagen bij het kasteel. Ze zien de markies en aannemer Bikker langskomen, die praten over de sloop van Bommelstein. Tom Poes probeert via ambtenaar Dorknoper de sloop te voorkomen door een beroep te doen op de monumentenwet. Helaas heeft heer Bommel in de loop der jaren te veel veranderd aan het pand. Tom Poes krijgt vervolgens een onduidelijk telegram van kapitein Wal Rus aangereikt. Hij waarschuwt de markies dat zijn vriend niet geheel in orde was toen hij zijn kasteel zo goedkoop verkocht. De markies besluit hierop de sloop uit te stellen.
Tom Poes krijgt wederom een telegram maar nu van heer Bommel. Hij komt een dag later per vliegtuig aan om 1.15 uur. Hij brengt commissaris Bulle Bas op de hoogte. Die gaat op zijn beurt naar de markies. Hij waarschuwt dat er een dubbelganger heeft rondgelopen van zijn buurman, neef Elias. Intussen is het misdadigersduo door de helikopter afgezet in Cocolo. Vandaar boeken ze een vliegtuig naar Rommeldam dat de volgende dag om 1.20 uur aankomt.
Hoewel Tom Poes zijn vriend meteen herkent, is commissaris Bulle Bas gedwongen de twee vechtende neven allebei te arresteren en de koffer in beslag te nemen. Rokus heeft vlak daarvoor de portefeuille van heer Bommel gerold, die daardoor moeilijk zijn identiteit kan bewijzen. Een handtekeningenexpert en een vingerafdrukkendeskundige bieden geen uitkomst. Hij laat de twee neven voorlopig allebei vrij. Tom Poes verzint een hinderlaag om de commissaris op het juiste spoor te zetten. Elias en Rokus overvallen een politiewagen met de zogenaamde buit en worden na de overval ingerekend.
De sombere heer Bommel zit bij zijn ontoegankelijke kasteel, met 3 florijnen in zijn zak. Zijn geheugen heeft hij terug maar zijn bezittingen is hij kwijt. De markies wil zijn kasteel afbreken. 
Maar de markies biedt heer Bommel vrijwillig aan de koop te annuleren. Commissaris Bulle Bas komt langs bij de kasteelheer om zijn papieren terug te bezorgen. Het misdadigersduo Elias en Rokus is gearresteerd. Op de terugweg naar huis pikken ze Joost op bij een krantenkiosk. De volgende dag werd het slotfeestmaal gehouden.

## Voetnoot
1. ↑  In de periode 13 november tot 2 december was de krantenstrip met vakantie. De openingsstrook 6481 in de Volledige Werken is gelijk aan die van de krantenstrip uit 1968, maar wijkt af van die in de uitgave uit 1978 van de Bezige Bij.
2. ↑  Na 25 jaar duikt neef Elias O. Bommel weer op met hetzelfde plan als 25 jaar eerder in het verhaal: De Bommelschat.
3. ↑  De H.H.B.B. (de Hogere Huisbedienden Bond) had er sterk op aangedrongen dat hij zijn achterstallige vakantiedagen en snipperdagen aaneengesloten zou opnemen.